# Frequência angular

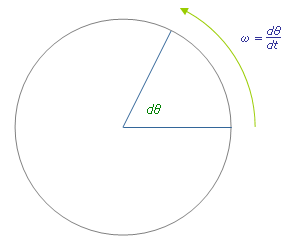
Uma velocidade angular.

Em física, a frequência angular (ω) é uma medida escalar da velocidade de rotação. Frequência angular (ou velocidade angular)  a magnitude da velocidade angular da quantidade do vetor. O termo frequência de vetor angular {\displaystyle {\vec {\omega }}} às vezes é usado como um sinônimo para a grandeza vetorial da velocidade angular.
Uma revolução é igual a 2π radianos, daí
{\displaystyle \omega ={{2\pi } \over T}={2\pi f},}
onde:
ω é a frequência angular ou velocidade angular (medida em radianos por segundo),
T é o período (medido em segundos),
f é a frequência normal (medida em hertz) (às vezes simbolizada com ν).

## Unidades
Em unidades SI, a frequência angular é normalmente apresentada em radianos por segundo, mesmo quando não expressa um valor de rotação. Do ponto de vista da análise dimensional, a unidade hertz (Hz) também está correto, mas, na prática, só é usado para frequência ordinária f, e quase nunca para ω. Esta convenção ajuda a evitar confusão.
No processamento do sinal digital, a frequência angular pode ser normalizada pela taxa de amostragem, obtendo-se a frequência normalizada.